# Sternwarte und Planetarium „Sigmund Jähn“ Rodewisch
Die Sternwarte Rodewisch wurde Anfang der 1950er Jahre als Schulsternwarte auf dem örtlichen Gymnasium im vogtländischen Rodewisch gegründet. Da im Oktober 1957 hier die erstmalige Beobachtung des ersten künstlichen Erdtrabanten – Sputnik 1 – gelang, wurde 1965 eine eigene Sternwarte gebaut und 1985 durch ein Planetarium ergänzt. Seit 1979 heißt der Komplex Sternwarte und Planetarium „Sigmund Jähn“.
Rodewisch gehörte seit 1957 zum internationalen Beobachtungsnetz und übermittelte Daten an den Astronomischen Rat der Sowjetunion und an die NASA.

## Geschichte

### Schulsternwarte

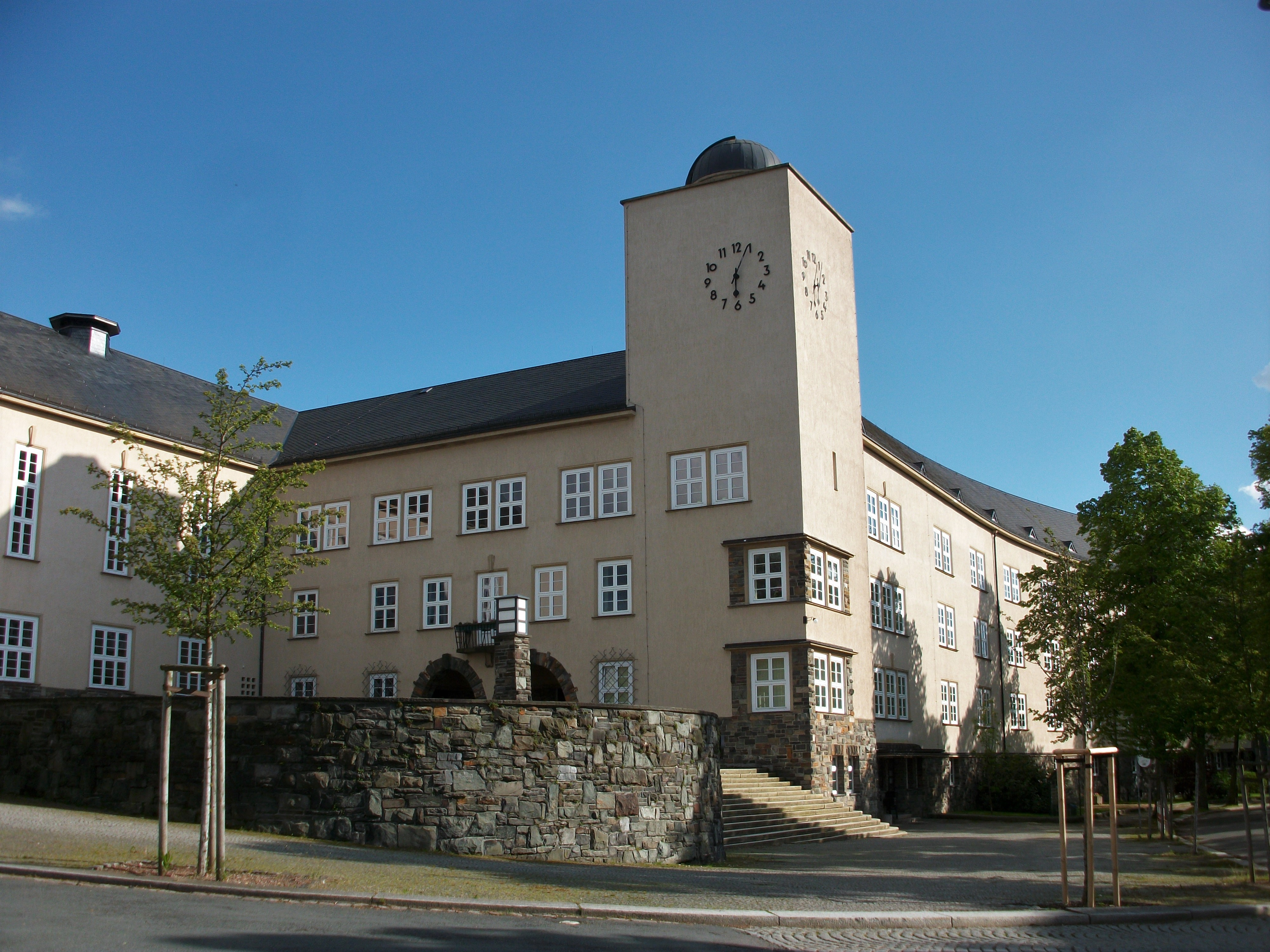
Pestalozzi-Gymnasium mit Turm

Die zwischen 1928 und 1930 auf Betreiben des damaligen Bürgermeisters Pfeifer errichtete Pestalozzischule erhielt schon damals einen 26 m hohen Schulturm, in dem Anfang des Jahres 1950 erstmals eine Sternenbeobachtung stattfand. Die Idee dazu hatte Edgar Penzel (1921–2008), ein Lehrer des Gymnasiums. Am Bau der Kuppel mit 4 m Durchmesser beteiligten sich in den Sommerferien 1950 Schüler, Lehrer und auch Eltern, sodass bereits am 23. September 1950 die feierliche Einweihung stattfand. Angeschafft wurde zunächst ein 100-mm-Refraktor.
In der Schule wurden Astronomie-AGs unter Anleitung dreier Lehrer gegründet und es fanden öffentliche Beobachtungsabende statt. In der DDR genoss der Astronomieunterricht ohnehin einen hohen Stellenwert. 1953 erhielt die Schulsternwarte einen 305 mm Cassegrain-Reflektor. 1968 war Rodewisch die größte von etwa 200 Schulsternwarten in der DDR.

### Beobachtung des„Sputnik 1“

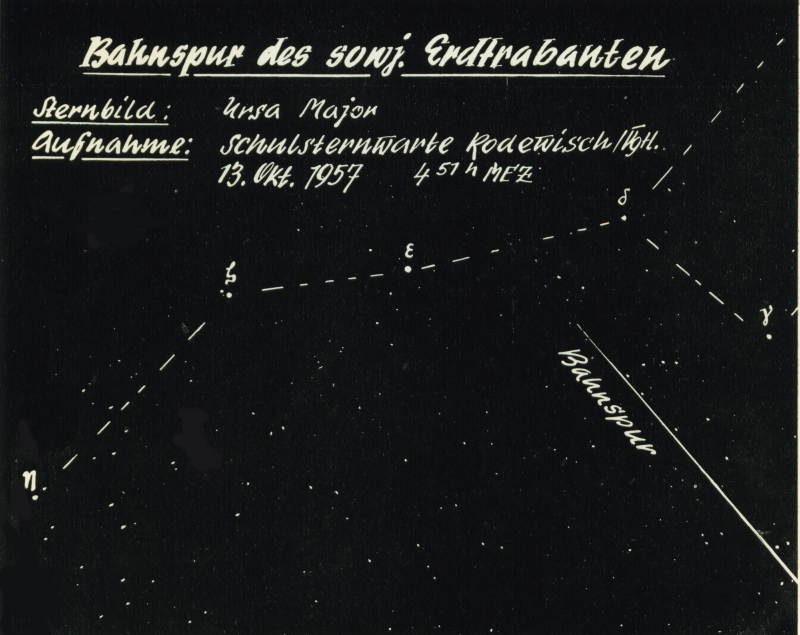
Erste Bahnspuraufnahme von Sputnik 1 am 13. Oktober 1957 4:51

Ein internationaler Erfolg gelang der nicht-professionellen Schulsternwarte im Jahr 1957.
Am 4. Oktober startete in Baikonur der erste Satellit ins Weltall. Das löste den „Sputnikschock“ aus. Auf der Basis eigener Berechnungen gelang Diethard Ruhnow am 8. Oktober um 4:55 Uhr die weltweit erste Beobachtung der Trägerrakete des Sputniks. Kurz darauf wurde eine Meldung formuliert, die bereits rund eine Stunde später im Rundfunk verbreitet wurde. Am 13. Oktober um 4:51 gelang darüber hinaus noch die weltweit erste Beobachtung der Bahnspur des Satelliten selbst.
Die Ergebnisse wurden insbesondere dem Astronomischen Rat der Sowjetunion übermittelt, der daraufhin am 31. Oktober per Telegramm mit der Rodewischer Sternwarte in Verbindung trat. Seither gehörte die Rodewischer Sternwarte zum internationalen Beobachtungsnetz, bis große Radarsysteme dessen Bedeutung zurückdrängten. Bis in die 1980er Jahre wurden über 100.000 Messungen vorgenommen.
Die DEFA produzierte über die Ereignisse des Oktobers 1957 den dokumentarischen Kurzfilm „Die den Sputnik zuerst sahen“, der am 25. November 1960 in die Kinos der DDR kam.

### Sternwarte
Im Schuljahr 1959/60 wurde der Astronomieunterricht in der DDR flächendeckend eingeführt. Für den Unterricht, die internationale Satellitenbeobachtung und die Aufbereitung bzw. die Übermittlung der Rodewischer Daten an den Astronomischen Rat der Akademie der Wissenschaften der UdSSR und die NASA der USA reichten die Platzmöglichkeiten im kleinen Schulturm nicht mehr aus. Ab dem 1. Juni 1965 wurde deshalb auf der Rützengrüner Höhe oberhalb des Ehrenmals ein eigenes Gebäude errichtet. Zu Baubeginn erschien unter anderem der Staatsratsvorsitzende Walter Ulbricht (SED). Am 3. September 1957 wurde das neue Gebäude eingeweiht. Auch in den nächsten Jahren wurden Satelliten und Raketen beobachtet. Darunter war auch der erste Deutsche im Weltall, Sigmund Jähn – ebenfalls ein Vogtländer, nach dem die Sternwarte auf Bitte ihrer Mitarbeiter 1979 benannt wurde.

### Planetarium
Anlässlich des 25-jährigen Jubiläums der Sputnik-Beobachtung wurde beschlossen, ein Planetarium zu errichten. Der Bau erfolgte von 1983 bis 1985 trotz der schwierigen finanziellen Situation der DDR; die Einweihung erfolgte am 14. April 1985. Bereits im ersten Jahr kamen über 10.000 Besucher. 1986 ging der Gründer der Sternwarte, Edgar Penzel, in den Ruhestand. Seine Funktion übernahmen nun Friedemann Berth und Diethard Ruhnow.

### Seit der Wende
Auch nach 1990 findet an der Sternwarte astronomischer Unterricht für das örtliche Gymnasium statt und es werden regelmäßig Veranstaltungen für Kinder angeboten. Im Jahr 2004 wurde das begehbare Dach der Sternwarte renoviert. Seit 2006 finden auch Konzerte und andere kulturelle sowie wissenschaftliche Veranstaltungen statt. Im Jahr 2015 wurden die Planetenwege Vogtland eingerichtet. Regelmäßig werden in der Lokalausgabe der Freien Presse Artikel über aktuelle Himmelsereignisse veröffentlicht. Der Sternwartenleiter Olaf Graf konnte 2019 im Stratosphären-Observatorium für Infrarot-Astronomie SOFIA, installiert an Bord eines Jumbo-Jets, mitfliegen. 2016 erhielt das Planetarium eine neue Fulldome-Anlage, die nach entsprechendem Stadtratsbeschluss nach 2024 erneuert werden soll.

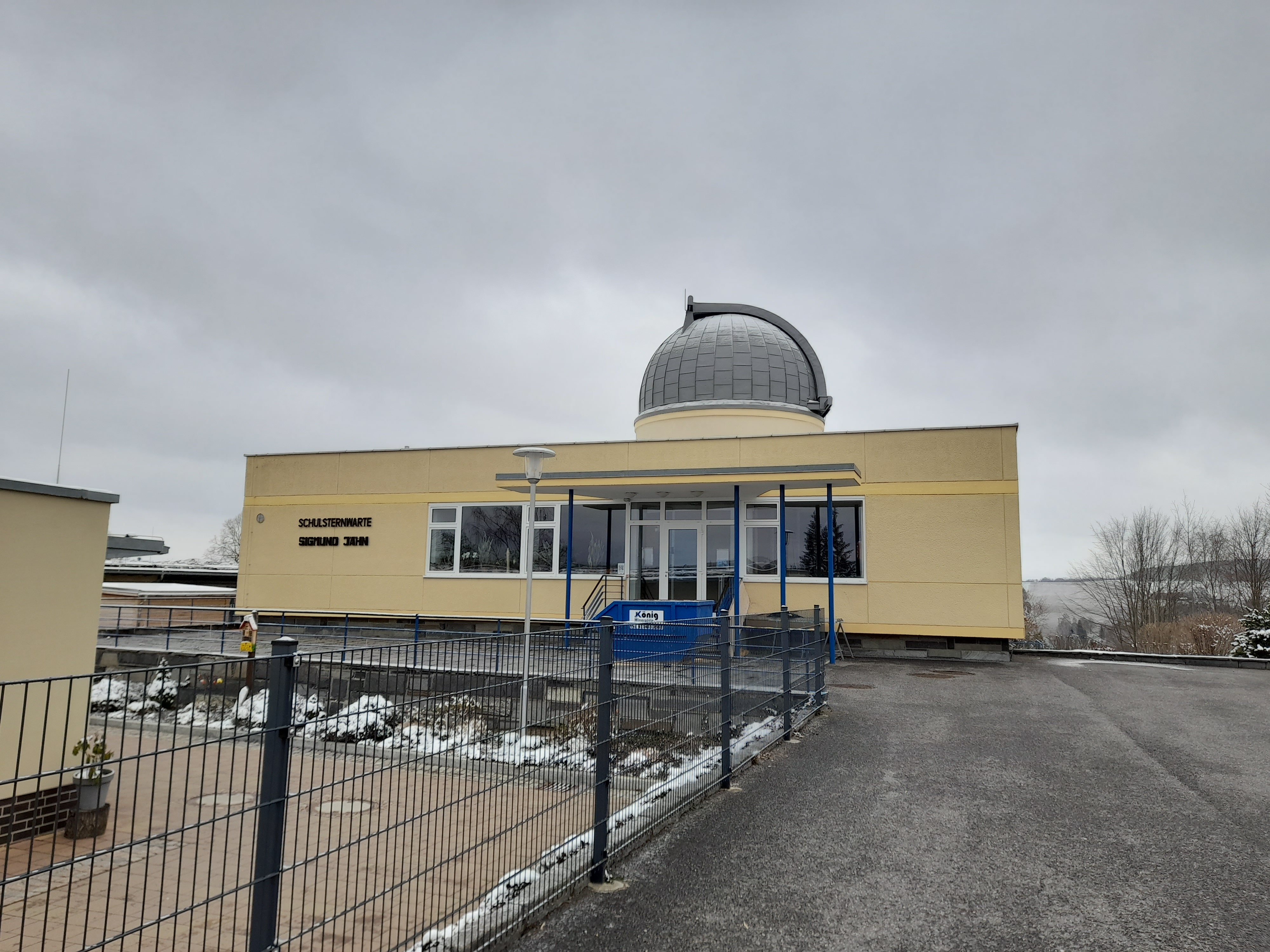
Bild der Sternwarte
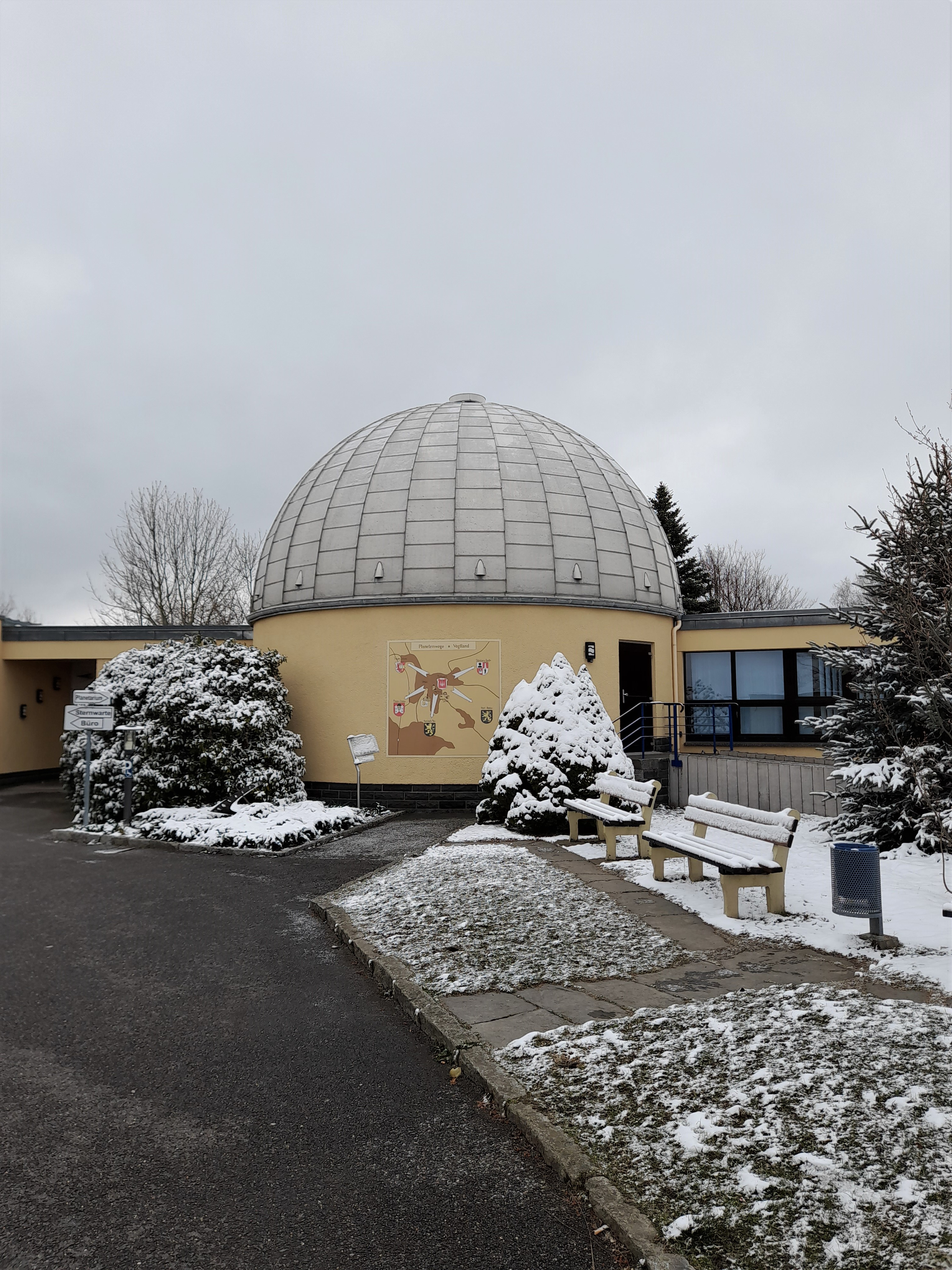
Bild des Planetariums
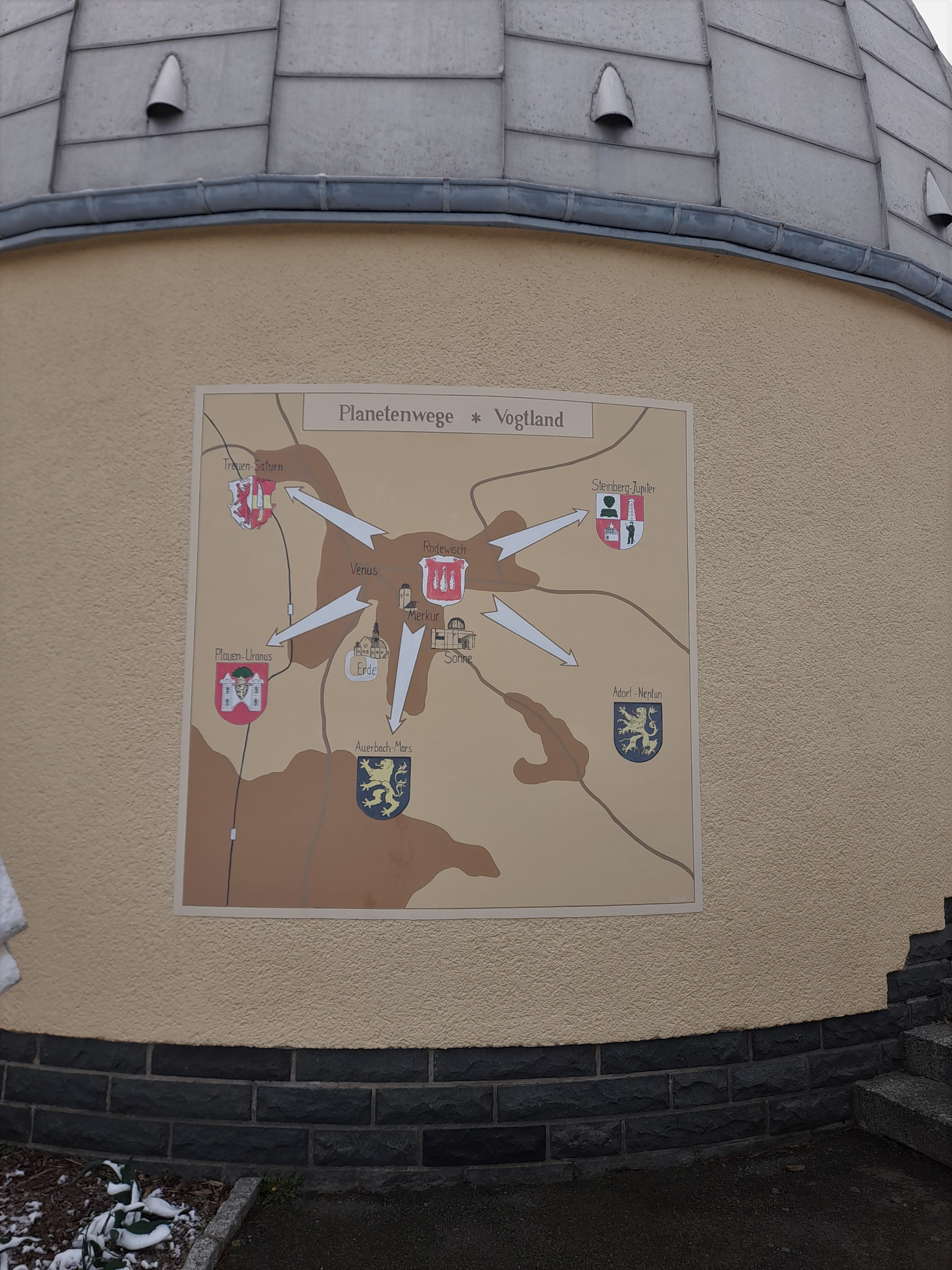
Überblick über die Planetenwege Vogtland
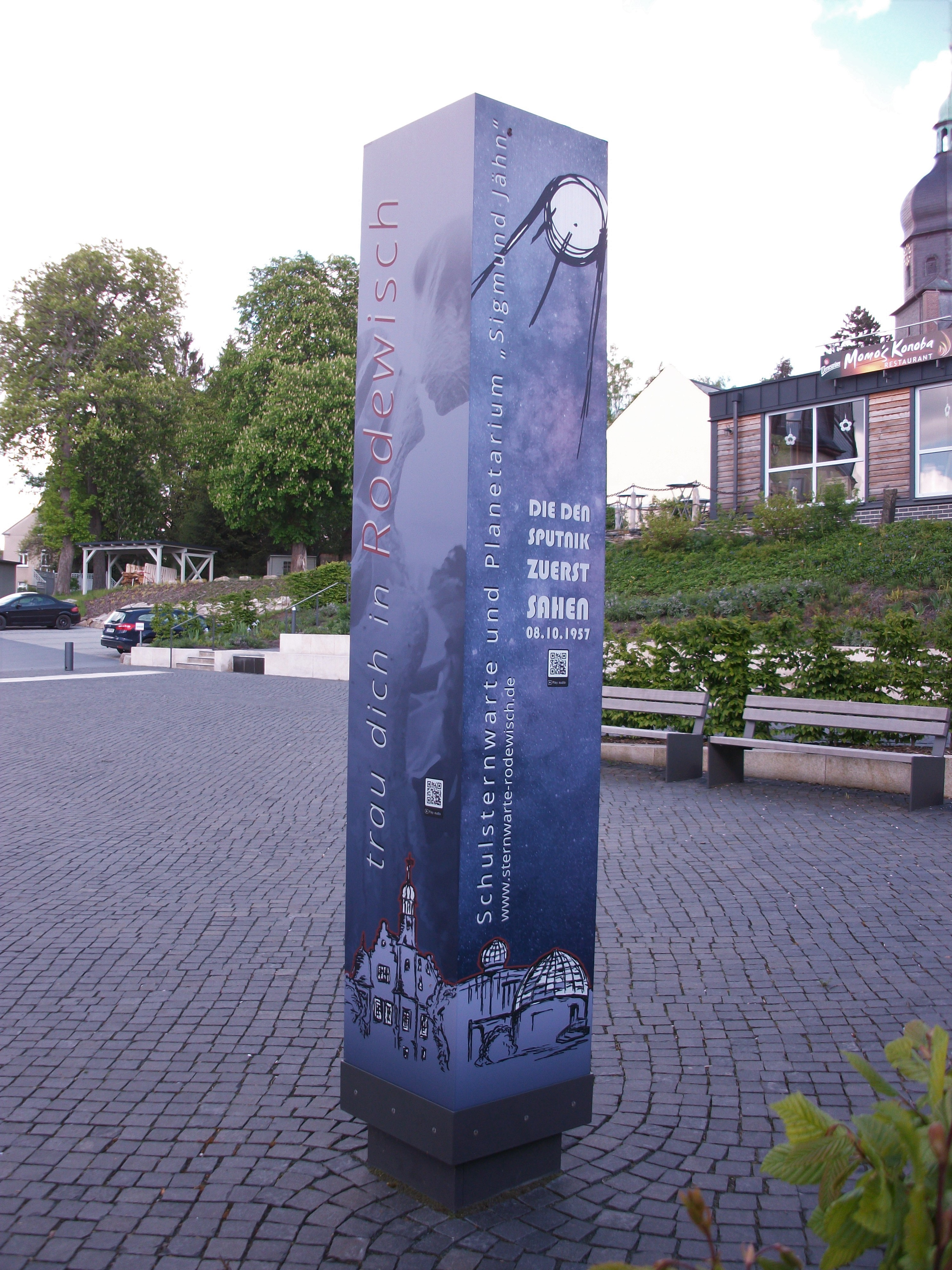
Informationsstele auf dem Rodewischer Postplatz über die Beobachtung 1957

| Jahr       | 2018   | 2019   | 2020  | 2021  | 2022   | 2023   | 2024   |
| ---------- | ------ | ------ | ----- | ----- | ------ | ------ | ------ |
| Beschucher | 17.831 | 19.212 | 6.945 | 8.209 | 16.894 | 24.322 | 20.624 |

### Bisherige Leiter
- 1950–1986: Edgar Penzel
- 1986–2001: Diethard Ruhnow
- 2001–2018: Jochen Engelmann
- seit 2018: Olaf Graf

## Beobachtungsinstrumente
Neben den genannten Instrumenten gibt es einige bewegliche Teleskope.
In der Kuppel:
- 500 mm Spiegelteleskop (Brennweite: 3454 mm; bis ca. 430-fache Vergrößerung)
- Refraktor TEC 160ED (Brennweite: 1280 mm; bis ca. 160-fache Vergrößerung)
- Astrograph RASA 8´´ (Brennweite: 400 mm)

Beobachtungsplatz 1:
- 280 mm Spiegelteleskop (Brennweite: 2800 mm; ca. 350-fache Vergrößerung)
- Refraktor TEC 140 FL (Brennweite: 980 mm; bis ca. 120-fache Vergrößerung)

Beobachtungsplatz 2:
- 120 mm Refraktor (Brennweite: 1000 mm; bis ca. 80-fache Vergrößerung)
- 60 mm Refraktor (Brennweite: 500 mm)

Das Planetarium verfügt (Stand November 2023) über einen 38 Jahre alten Projektor „ZKP2“ der Firma Zeiss. Der Wartungsdienst für dieses Instrument ist allerdings eingestellt und Ersatzteile gibt es kaum noch. Daher hat der Stadtrat 2023 beschlossen, ein 15 Jahre altes Gerät „ZKP3“ von der Denison Universität aus Granville (USA) anzukaufen. Für Kauf und Transport sind 45.000 Euro eingeplant. Das Nachfolgegerät „ZKP4“ hätte bei Neuanschaffung 750.000 Euro gekostet.

## Belege
1. ↑  Deutsche Biographie: Penzel, Edgar - Deutsche Biographie. Abgerufen am 14. Oktober 2023.
2. ↑  Sternwarte und Planetarium – Wie alles begann... In: www.sternwarte-rodewisch.de. Abgerufen am 8. August 2023.
3. ↑  Sternwarte und Planetarium – Die Beobachtung von Sputnik 1. In: www.sternwarte-rodewisch.de. Abgerufen am 8. August 2023.
4. ↑  Filmdetails: Die den Sputnik zuerst sahen (1960). In: www.defa-stiftung.de. 25. November 1960, abgerufen am 8. August 2023.
5. ↑  Sternwarte und Planetarium – Die 60er...Neubau. In: www.sternwarte-rodewisch.de. Abgerufen am 8. August 2023.
6. ↑  Sternwarte und Planetarium – Die 80er...Planetarium. In: www.sternwarte-rodewisch.de. Abgerufen am 9. August 2023.
7. ↑  Sternwarte und Planetarium – 2019 Mitflug auf SOFIA. In: www.sternwarte-rodewisch.de. Abgerufen am 9. August 2023.
8. 1 2  Cornelia Henze: Weil Zeiss den Support einstellt: Planetarium Rodewisch braucht neue Technik. Freie Presse, 22. November 2024, abgerufen am 22. November 2024.
9. 1 2 3 4  Stadtrat der Stadt Rodewisch: Protokoll der Stadtratssitzung vom 23. November 2023. 23. November 2023, S. 26, abgerufen am 7. Januar 2024.
10. ↑  Stadt Rodewisch: Verwaltungsbericht 2024. Stadt Rodewisch, 2025, S. 26, abgerufen am 28. März 2025.
11. ↑  Sternwarte und Planetarium – Hauptbeobachtungsinstrument. In: www.sternwarte-rodewisch.de. Abgerufen am 9. August 2023.
12. ↑  Freie Presse vom 25. November 2023. Auerbacher Zeitung. Titel: Ersatz für Zeiss-Projektor kommt aus den USA. Autor: Cornelia Henze